# الزواج في اليهودية

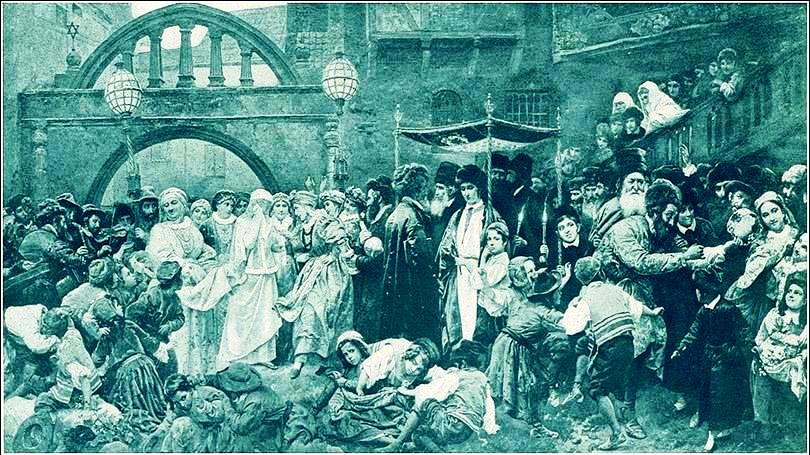
زفاف يهودي تقليدي في أوروبا الشرقية في القرن التاسع عشر.

الزواج له مكانة هامة عند اليهود، فالرجل بدون امرأة أو المرأة بدون رجل هو إنسان غير كامل بحسب العقيدة اليهودية. وفي حين تختلف مراسم الزفاف، فإن السمات المشتركة لحفل الزفاف اليهودي تشمل عقداً خاصاً للزواج يُدعى (كيتوباه) يوقع عليه شاهدان وبوجود مظلة زفاف (تشوباه)، وكذلك خاتم يملكه العريس ليعطيه إلى العروس وذلك تحت المظلة، ويرافقه بعد ذلك عادة كسر الزجاج.
من الناحية الفنية، فإن عملية الزواج اليهودي لها مرحلتين مختلفتين: المرحلة الأولى تدعى كيدوشين (التقديس أو التفاني، وتسمى أيضا إروسين) و المرحلة الثانية نيسوين (الزواج)، فالمرحلة الأولى تحظر المرأة على جميع الرجال الآخرين، مما يتطلب الطلاق الديني من أجل حلّ الرّباط، والمرحلة الأخيرة يُصبح الإثنين زوجين كاملين.

## الخطبة
الخطبة في اليهودية هي الوعد المستقبلي الذي يقطعه الرجل والمرأة لبعضهما البعض، أو من قبل والداهما أو وكلائهما. لا يحق للأهل في اليهودية إجبار أولادهم على الزواج، كما لا يجوز منع الزواج بسبب اعتراض الأهل. بالرغم من أن التقاليد اليهودية تتجنب الزواج دون اقتراح الأهل، إلا أن الأولاد غالبا ما يتزوجون دون تدخل من الأهل.

## المراسم

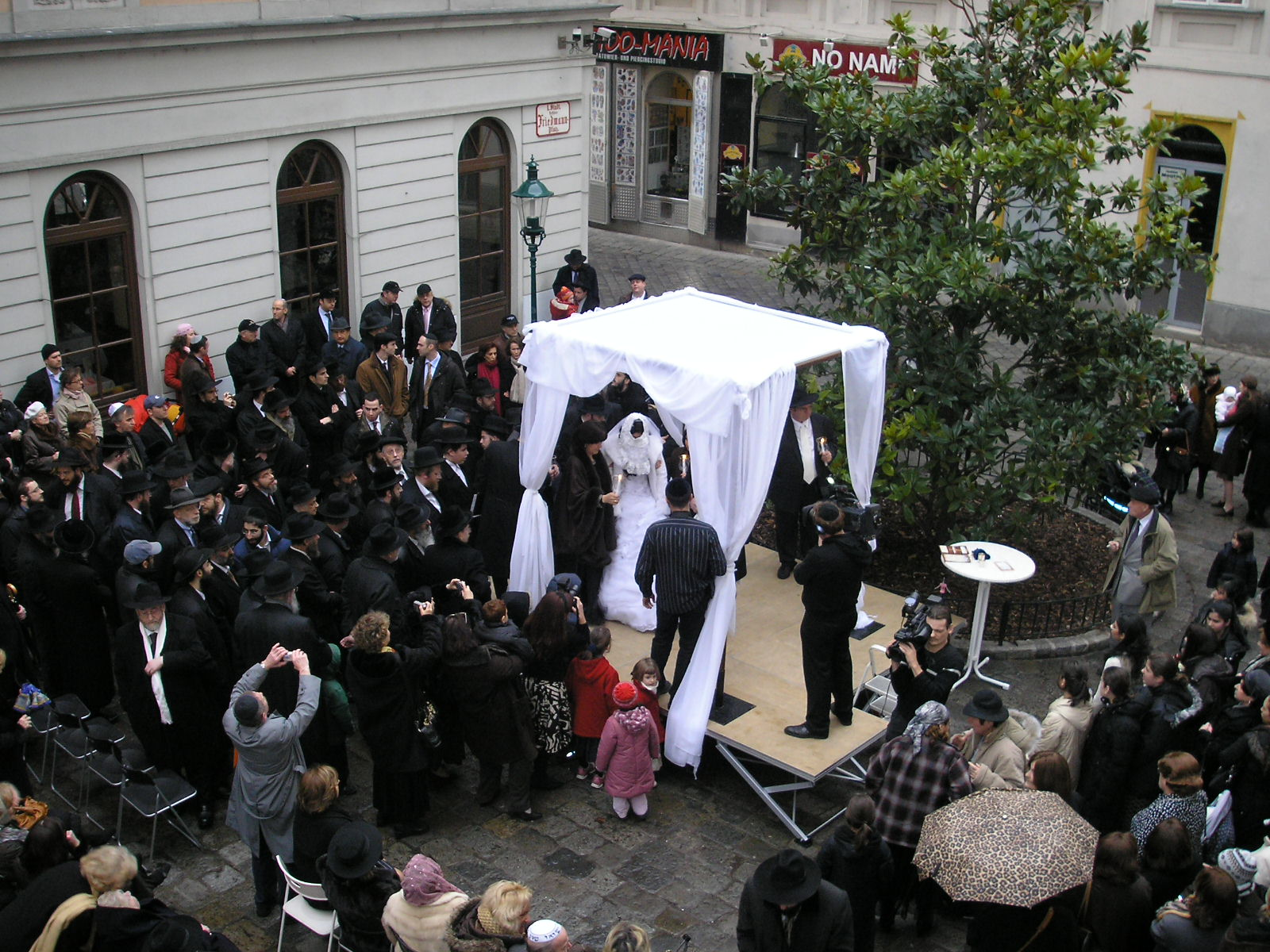
زفاف يهودي في فيينا.

يتم الزواج في اليهودية عن طريق تواجد ما يلي: المال حيث يقدم الرجل للمرأة شيئا بقيمة النقود كخاتم أو يقدم النقود، وحضور شاهدين، وموافقة الفتاة. العائلة 
في اليهودية يجب أن تتمتع العائلة بالوئام العائلي، ومن واجب الرجل تقديم العلاقة الجنسية لزوجته، وأن يبتعد كلاهما عن الخيانة؛ إضافة إلى الطهارة.

## في المنزل
في التقليد اليهودي، يُتوقع من الزوج أن يوفر منزلاً مفروشاً لزوجته وفقاً للعادات المحلية ومناسبة لوضعه المادي، ويُتوقع أن يعيش الزوجان معاً في هذا المنزل، وإذا كان يتعذر على الزوج أن ينام في المنزل بهدف عملٍ ما، فالتلمود يقدم أعذاراً له من الالتزام. وتقليدياً، إذا غيّر الزوج مكان إقامته المعتادة، اعتُبرت الزوجة مُلزمة بالتحرك معه. وفي العصور الوسطى، قيل إنه إذا استمر الشخص في رفض العيش مع زوجته، بإمكان الزوجة أن يكون لها الأسباب الكافية للطلاق.
وقد اعتبرت معظم السلطات الدينية اليهودية أن الزوج عليه أن يسمح لزوجته لأن تأكل معه على نفس الطاولة، حتى لو أعطى زوجته ما يكفي من المال لذلك. وعلى النقيض من ذلك، إذا أساء الزوج معاملة زوجته أو عاش في حي غير مقبول، فإن السلطات الدينية اليهودية ستسمح للزوجة بالانتقال إلى منزل آخر في مكان آخر، وتجبر الزوج على تمويل حياتها هناك.
في المهام المنزلية فإن الكتاب المقدس لدى اليهود يقول بأنها من مهام الزوجة، ويتطلب منها القيام بجميع الأعمال المنزلية (مثل صناعة الخبز والطبخ والغسيل ورعاية أطفالها، وما إلى ذلك)، ما لم يكن عقد زواجها قد قال بغير ذلك، في الحالة الأخيرة، يُتوقع أن تميل الزوجة فقط لتأدية المهام «الحنونة»، مثل ترتيب السرير وصناعة طعامه. وفي العادة اليهودية التقليدية فإن على الزوج أن يوفر أغطية السرير وأواني المطبخ. وإذا كان للزوجة أطفال توأمان، جعل التلمود زوجها مسؤولاً عن رعاية أحدهما.

## الزواج من الأطفال
في اليهودية يجب أن يبلغ الذكر سن الرشد وهو 13 سنة للزواج، أما الفتاة فكان من الممكن أن تتزوج في عمر الثلاث سنوات ولكن اليوم على الصعيد الديني فالفتاة أيضا يمكن أن تتزوج في سن الرشد عند الفتاة هو 12 سنة.

## الزواج من باقي الديانات
تختلف الآراء بين الطوائف اليهودية:
- اليهودية الأرثوذوكسية ترفض كل أشكال هذا الارتباط.
- اليهودية المحافظة لا تشجعه ولكن تجيزه على أمل أن يتهود الزوج أو الزوجة.
- اليهودية الإصلاحية تبيحه إباحة كاملة.

في إسرائيل الزواج يتم عبر المؤسسة الدينية فلا زواج مدني في إسرائيل فمن يريد الزواج هناك يسافر إلى الخارج، ولكنه يسمح بالزواج المختلط شرط أن يتم في مؤسسة دينية معينة.

## زواج المثليين
تختلف الطوائف والإيديولوجيات اليهودية في شرعيّة زواج المثليين من بطلانه:
- في اليهودية الأرثوذكسية لا يتم قبول مفهوم الزواج من نفس الجنس ويعتبر باطلاً. وفي إحدى المرات العلنية على الأقل، قام الحاخام الأرثوذكسي المثير للجدل (ستيف غرينبرغ) بإقامة حفل زفاف لرجلان تزوجا بموجب القانون العلماني الأمريكي، ولكن ليس بموجب القانون اليهودي.[8]

- في اليهودية المحافظة

في يونيو 2012، وافق الفرع الأمريكي لليهود المحافظين رسمياً على مراسم الزواج من نفس الجنس في تصويت 13-0.
- في اليهودية الإصلاحية

في عام 1996، أصدر المؤتمر المركزي للحاخامات الأمريكيين قراراً بالموافقة على الزواج المدني من نفس الجنس. غير أن هذا القرار نفسه يميز بين الزيجات المدنية والزواج الديني.

## الطلاق
الطلاق مسموح في اليهودية، شرط أن يعطي الزوج وثيقة طلاق لزوجته. ويحق للزوجة أن تطلب الطلاق في حال تأذت جسديا أو نفسيا.